# Erich Campe
Erich Campe  (ur. 1 lutego 1912 w Berlinie, zm. 5 maja 1977) – niemiecki bokser, wicemistrz olimpijski. 

## Kariera sportowa
Srebrny medalista letnich igrzysk olimpijskich w 1932  w Los Angeles w wadze półśredniej. W walce o złoto przegrał z Edwardem  Flynnem z USA.
Mistrzostwo Niemiec wywalczył w 1932, 1934 i 1936 w kategorii półśredniej, a w 1937 i 1938 roku był wicemistrzem kraju w wadze średniej. Jako zawodowiec stoczył 17 walk, z czego 5 wygrał, 5 zremisował i 7 przegrał, walcząc w latach 1946–1949.